# Parc national de Betung Kerihun
Le parc national de Betung Kerihun est un parc national situé dans le kabupaten (département) de Kapuas Hulu dans la province indonésienne de Kalimantan occidental dans l'île de Bornéo. Il a été créé en 1992.

## Caractéristiques
Betung Kerihun est le deuxième parc de Kalimantan par sa taille après celui de Kayan Mentarang. Il couvre une superficie de 800 000 hectares, soit 27,6 % de la superficie du département et 5,5 % de celle de la province (148 077 km2). Il a été baptisé d'après ses deux principaux sommets.  Il est essentiellement constitué de zones montagneuses couvertes de forêt tropicale. C'est dans ce parc que le Kapuas a sa source, le plus long fleuve d'Indonésie avec 1 143 km. Betung Kerihun est limitrophe de deux zones protégées dans l'État de Sarawak en Malaisie, le Lanjak Entimau Wildlife Sanctuary et le parc national de Batang Ai.

## Historique
Créé en 1982 comme une réserve naturelle de 600 000 ha, il a été étendu à 800 000 ha en 1992 et a acquis le statut de parc national en 1995.
En février 2004, l'Indonésie et la Malaisie ont formellement soumis une proposition à l'UNESCO pour faire des 3 zones le premier site transfrontalier inscrit sur la liste du patrimoine mondial.
En 2018, le parc fait partie avec le parc national du lac Sentarum de la réserve de biosphère de Betung Kerihun Danau Sentarum Kapuas Hulu reconnue par l'Unesco.

## Biodiversité
Le parc abrite une cinquantaine d'espèces de mammifères, incluant l'orang-outan de Bornéo, espèce menacée.